# Donja Bučica
Donja Bučica – wieś w Chorwacji, w żupanii sisacko-moslawińskiej, w mieście Glina. W 2011 roku liczyła 54 mieszkańców.